# 129188 Dangallagher
129188 Dangallagher este o planetă minoră (asteroid), cu un diametru de 3,983 km, din centura de asteroizi. A fost descoperită pe 17 iunie 2005 la Mount Lemmon⁠(d) de Mount Lemmon Survey⁠(d). 
Obiectul prezintă o orbită caracterizată de o semiaxă mare de 2,6976297780693 UAi, o excentricitate de 0,14, o înclinație de 12,7 ° în raport cu ecliptica.